# 앨런 가필드
앨런 가필드(Allen Garfield, 본명 Allen Goorwitz, 1939년 11월 22일 ~ 2020년 4월 7일)는 미국의 배우이다.
뉴저지주 뉴어크에서 태어났고, 로스앤젤레스 우들랜드힐스에서 코로나바이러스감염증-19로 사망하였다.

## 출연 작품
- 마제스틱 (2001년) - 리오 큐벨스키 역
- 솔트레이크 캅 (1999년)
- 나인스 게이트 (1999년)
- 옵세션 (1997년)
- 린드버그 유괴사건 (1996년)
- 디아볼릭 (1996년)
- 해결사 스튜어트 (1995년)
- 데스티니 (1995년)
- 와일드 게임 (1995년)
- 그레이트 해리 앤 제인 (1994년)
- 패트리어트 (1994년)
- 가족의 기도 (1993년)
- 사이보그 2 (1993년)
- 미라클 비치 (1992년)
- 권력자 콘 (1992년)
- 이 세상 끝까지 (1991년)
- 나이트 비지터 (1990년)
- 딕 트레이시 (1990년) - 리포터 역
- 도박의 비결 (1989년)
- 말괄량이 미네르바 (1987년)
- 비버리 힐스 캅 2 (1987년)
- 열사의 꽃 (1986년)
- 끝없는 사랑 (1984년) - 칼 역
- 우리 딸은 못 말려 (1984년)
- 커튼 클럽 (1984년)
- 검은 종마 2 (1983년)
- 사물의 상태 (1982년)
- 마음의 저편 (1982년)
- 컨티넨틀 디바이드 (1981년)
- 원 트릭 포니 (1980년)
- 스턴트맨 (1980년 영화) (1980년)
- 브링크 도난 사건 (1978년)
- 게이블 앤 롬바드 (1976년)
- 내쉬빌 (1975년 영화) (1975년)
- 버지니아 힐 이야기 (1974년)
- 대리 형사 (1974년)
- 컨버세이션 (1974년)
- 특종 기사 (1974년)
- 너의 토끼를 알게 되다 (1972년)
- 후보자 (1972년)
- 탈의 (1971년)
- 크라이 엉클 (1971년)
- 대혈투 (1971년)
- 바나나 공화국 (1971년)
- 안녕 엄마 (1970년)
- 올빼미와 새끼 고양이 (1970년)
- 퍼트니 스와프 (1969년)
- 그리팅(영어판) (1968년)

### 텔레비전
- 시카고 메디컬 (1994-95)